# Luciano Moggi
Luciano Moggi (ur. 10 lutego 1937 w Monticiano) – włoski działacz piłkarski. Ekspert rynku transferowego. Jako działacz jeden z głównych współtwórców twórców potęgi Juventusu FC w latach 1994–2006 i SSC Napoli w latach 80. XX wieku.

## Życiorys
W młodości pracował na kolei. Przed pracą w Napoli i Juventusie działał w Torino Calcio, AS Roma i S.S. Lazio. 
Pierwsze sukcesy odnosił w SSC Napoli. To on ściągnął do klubu o słabej renomie i jakości sportowej Diego Maradonę. Z Maradoną w składzie zespół zdobył Puchar UEFA oraz dwa Mistrzostwa Włoch. Od 15 maja 1994 Moggi pełnił funkcję dyrektora generalnego w klubie Juventus F.C. W pierwszym sezonie działalności Moggiego Stara Dama zdobyła Scudetto po dziewięciu latach i Coppa Italia po pięciu latach. 
Moggi zasłynął ze sprzedaży największych gwiazd drużyny za duże kwoty i kupowanie młodych utalentowanych piłkarzy, którzy później stawali się najlepszymi graczami na świecie. Sprzedał Roberto Baggio i zastąpił go Alessandrowi Del Piero. Na miejsce Vladimira Jugovicia sprowadził Zinédine Zidane. Po odejściu z Juventusu Filippo Inzaghiego kupił Davida Trezegueta. W 2004 roku dokonał wymiany transferowej z Interem Mediolan. Trzeciego bramkarza Juventusu, Fabiána Cariniego wymienił za Fabio Cannavaro z dopłatą 200 tysięcy euro. Cannavaro dwa lata później zdobył Złotą Piłkę "France Football", nagrodę dla najlepszego piłkarza świata FIFA, drugiego piłkarza turnieju w Niemczech, najlepszego piłkarza Włoch.

## Calciopoli
4 maja 2006 we włoskim futbolu wybuchł skandal z Moggim w roli głównej. Został on oskarżony o wybieranie przychylnych sędziów Juventusowi oraz innym oskarżonym działaczom drużyn Serie A i Serie B. Podejrzewano ich o stworzenie systemu korupcyjnego, w skład którego mieliby wchodzić piłkarze, działacze, sędziowie oraz agenci piłkarscy. 11 maja Moggi, wraz ze swymi współpracownikami podał się do dymisji. W ostateczności (po wszelkich odwołaniach i wyrokach sądów) Juventus F.C. jako jedyny z klubów, został zdegradowany oraz pozbawiony dwóch tytułów mistrzowskich.

## Calciopoli 2
W 2010 roku wybuchła afera nazwana później Calciopoli 2. W procesie obrony Luciano Moggiego wyszły na jaw dowody obciążające inne kluby, które nie brały dotychczas udziału w aferze.

### Osiągnięcia
Podczas pracy w SSC Napoli:
- 1 Mistrzostwo Włoch
- 1 Puchar UEFA
- 1 Superpuchar Włoch

Podczas pracy w Torino FC:
- 1 Puchar Mitropa
- 1 Puchar Włoch

Podczas pracy w Juventusie:
- 7 Mistrzostw Włoch (w tym 2 anulowane)
- 1 Puchar Włoch
- 4 Superpuchary Włoch
- 1 Puchar Interkontynentalny
- 1 Liga Mistrzów
- 1 Superpuchar Europy
- 1 Puchar UEFA Intertoto

## Życie prywatne
Syn Luciano - Alessandro Moggi - jest szefem agencji piłkarskiej GEA World, reprezentującej interesy piłkarzy i trenerów.